# Babensham
Babensham – miejscowość i gmina w Niemczech, w kraju związkowym Bawaria, w rejencji Górna Bawaria, w regionie Südostoberbayern, w powiecie Rosenheim. Leży około 27 km na północny wschód od Rosenheimu.

## Dzielnice
- Penzing
- Kling
- Nemeden
- Schambach
- Titlmoos
- Neudeck
- Stankt Leonhard

## Demografia
Dane o ludności z 31 grudnia 2008:
| Opis                                | Ogółem | Ogółem | Kobiety | Kobiety | Mężczyźni | Mężczyźni |
| ----------------------------------- | ------ | ------ | ------- | ------- | --------- | --------- |
| Jednostka                           | osób   | %      | osób    | %       | osób      | %         |
| Populacja                           | 2843   | 100    | 1413    | 49,7    | 1430      | 50,3      |
| Wiek przedprodukcyjny (0–17 lat)    | 672    | 23,64  | 320     | 11,26   | 352       | 12,38     |
| Wiek produkcyjny (18–65 lat)        | 1716   | 60,36  | 844     | 29,69   | 872       | 30,67     |
| Wiek poprodukcyjny (powyżej 65 lat) | 455    | 16     | 249     | 8,76    | 206       | 7,25      |

## Polityka
Wójtem gminy jest Josef Huber z WG, rada gminy składa się z 14 osób.
|      | WG | WGK | Razem |
| 2008 | 10 | 4   | 14    |
| 2002 | 10 | 4   | 14    |